# جوستافو فاسالو
جوستافو إنريكي فاسالو فيراري (بالإسبانية: Gustavo Vassallo)‏ (مواليد 6 سبتمبر 1978 في لامباييك) لاعب كرة قدم بيروفي دولي يجيد اللعب في خط الهجوم . يلعب حاليا لصالح نادي سبورت أنكاش البيروفي من سنة 2009 .

## روابط خارجية
- جوستافو فاسالو على موقع إي إس بي إن إف سي (الإنجليزية)
- جوستافو فاسالو على موقع قاعدة بيانات كرة القدم.إي يو (الإنجليزية)
- جوستافو فاسالو على موقع ناشيونال فوتبول تيمز (الإنجليزية)